# Самоподібність

Крива Коха володіє властивістю нескінченної самоподібності при збільшенні зображення

Самоподібний об'єкт (в математиці) — об'єкт, який точно або наближено збігається з частиною себе самого (тобто ціле має ту ж форму, що й одна або більше частин).
Багато об'єктів реального світу, наприклад, берегові лінії, мають властивість статистичної самоподібності: їх частини статистично однорідні в різних шкалах виміру. Самоподібність є характеристичною властивістю фракталів.
Інваріантність щодо зміни шкали є однією з форм самоподібності, коли при будь-якому наближенні знайдеться принаймні одна частина основної фігури, подібна до цілої фігури.

## Визначення
Компактний топологічний простір X самоподібний, якщо існує скінченна множина S, яка індексує набір несюр'єктивних гомеоморфізмів {\displaystyle \{f_{s}\}_{s\in S},} для яких:
{\displaystyle X=\cup _{s\in S}f_{s}(X)}
Якщо {\displaystyle X\subset Y}, то X називається самоподібним якщо існує єдина непорожня підмножина Y така, що вищенаведене рівняння виконується для {\displaystyle \{f_{s}\}_{s\in S}}. У такому випадку:
{\displaystyle {\mathfrak {L}}=(X,S,\{f_{s}\}_{s\in S})}
називається самоподібною структурою. Можна проітерувати дані гомеоморфізми так, що в результаті вийде система ітерованих функцій. Композиція функцій породжує алгебраїчну структуру моноїду. У випадку, якщо множина S містить всього два елементи, моноїд називається диадичним. Диадичний моноїд можна візуально представити у вигляді нескінченного бінарного дерева; взагалі, якщо множина S має p елементів, моноїд може бути представлений у вигляді p-адичного дерева.
Група автоморфізмів диадичного моноїду є модулярною; автоморфізми можуть бути візуалізовані як гіперболічної обертання бінарного дерева.

## Приклади

Самоподібність множини Мандельброта, збільшення точки Фейгенбаума, координати (-1.401155189…,0)

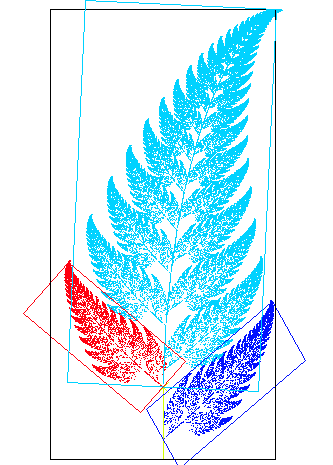
Зображення папороті з властивістю афінної самоподібності

Поняття самоподібності має важливе застосування в побудові комп'ютерних мереж, оскільки типовий мережевий потік володіє властивостями самоподібності. Наприклад, в телефонії, потоки пакетних даних майже статистично самоподібні. Наявність даної властивості означає, що прості моделі, які використовують розподіл Пуассона є неточними, і мережі, побудовані без урахування самоподібності, можуть діяти в непередбачуваних режимах.
Рух цін на фондовому ринку також демонструє властивість самоподібності, оскільки цілком обґрунтованим здається вважати графіки наближено самоповторюваними при зміні масштабу (скважності, періодичності).